# Kokusai himitsu keisatsu: Kagi no kagi
Kokusai himitsu keisatsu: Kagi no kagi è un film del 1965 diretto da Senkichi Taniguchi.
Il film, il cui titolo letteralmente significa "Polizia segreta internazionale: la chiave delle chiavi", è una parodia ispirata ai film di azione e di spionaggio dell'epoca, sulla scia del personaggio di James Bond. La pellicola è divenuta famosa per una trovata di Woody Allen, alla sua opera prima Che fai, rubi? (1966), in cui i dialoghi originali sono da lui stesso totalmente reinventati.